# Онслоу, Томас, 2-й граф Онслоу
Томас Онслоу, 2-й граф Онслоу (англ. Thomas Onslow, 2nd Earl of Onslow; 15 марта 1754 — 22 февраля 1827) — английский дворянин и придворный. Первоначально он был известен как Достопочтенный Том Онслоу, а с 1801 по 1814 год он носил титул учтивости — виконт Крэнли.

## Биография
Родился 15 марта 1754 года в Имбер-Корт, Темз-Диттон, графство Суррей. Старший сын Джорджа Онслоу, 1-го графа Онслоу (1731—1814), и Генриетты Шелли (1731—1802), дочери сэра Джона Шелли, 4-го баронета, и Маргарет Пелэм. Он получил образование в Вестминстерской школе, в Питерхаус-колледже в Кембридже, который он закончил в 1773 году со степенью магистра искусств.
Томас Онслоу заседал в Палате общин Великобритании от Рая (1775—1784) и Гилфорда ((1784—1806). В Гилфорде он заменил своего двоюродного дядю, полковника Джорджа Онслоу. В 1806 году его место в Палате общин от Гилфорда занял его второй сын Томас Крэнли Онслоу.
Он был назначен полковником 1-го дополнительного ополчения Суррея (позже 2-го Королевского ополчения Суррея) в 1797 году по рекомендации своего отца, который был лордом-лейтенантом графства Суррей. Его сын Артур Джордж Онслоу был лейтенантом полка. Он ушел из командования в 1812 году и передал его своему второму сыну Томасу Крэнли.
Томас Онслоу был игроком в крикет, он трижды участвовал в матчах с 1801 по 1808 год.
Лорд Онслоу был близким другом принца Уэльского и был известен своей страстью к вождению четверки. Его фаэтон, выкрашенный в черный цвет и запряженный «четырьмя лучшими черными лошадьми в Англии», по мнению Гроноу, имел вид кареты гробовщика.

## Семья

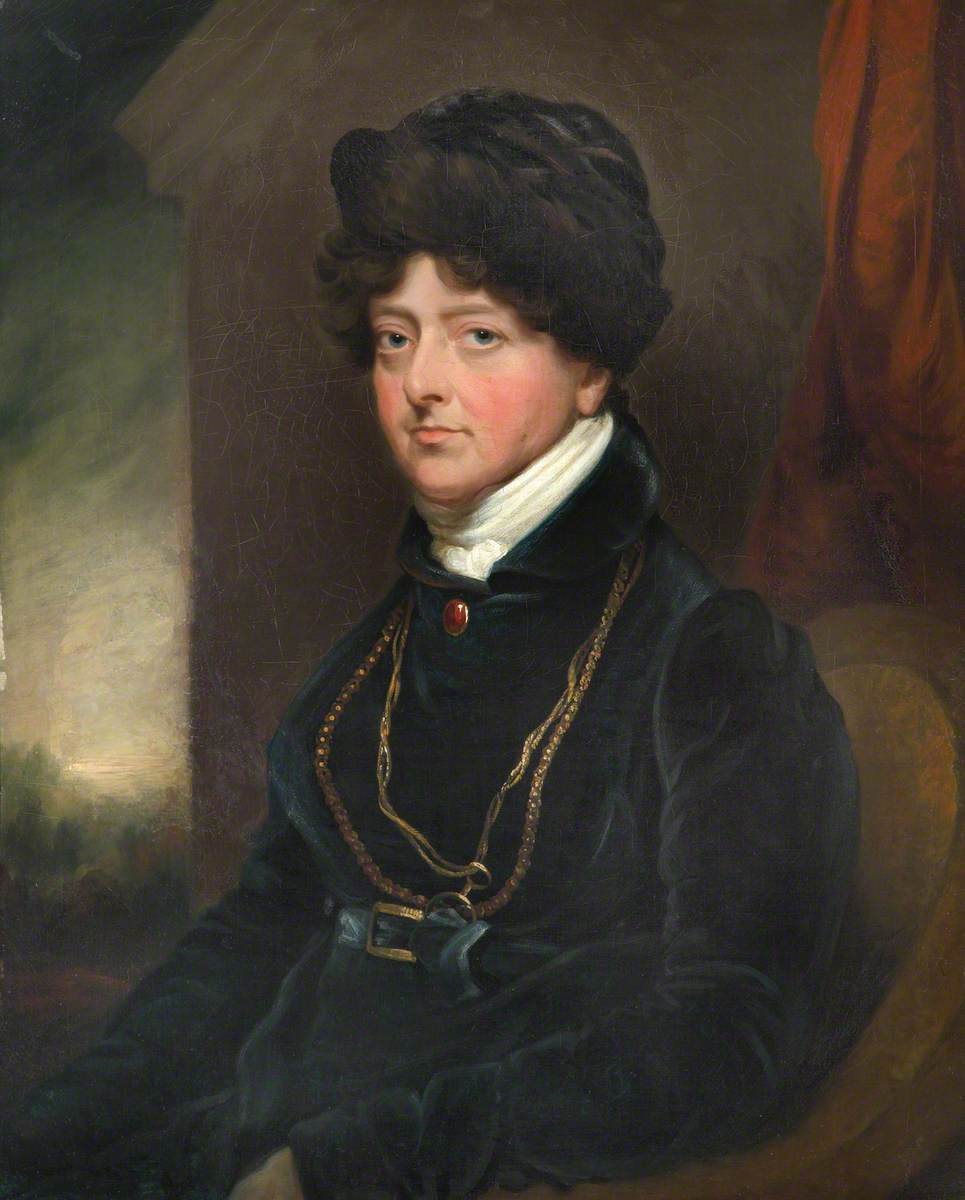
Шарлотта, графиня Онслоу, вторая жена Томаса Онслоу, 1813 год

30 декабря 1776 года Томас Онслоу женился первым браком на Арабелле Мэйнваринг-Эллеркер (18 июля 1755 — 11 апреля 1782), дочери Итона Эллеркера и Барбары Диксонот, от брака с которой у него было четверо детей:
- Артур Джордж Онслоу, 3-й граф Онслоу (25 октября 1777 — 24 октября 1870), старший сын и преемник отца.
- Достопочтенный Томас Крэнли Онслоу (7 октября 1778 — 7 июля 1861)
- Достопочтенный Мэйнваринг Эдвард Онслоу (2 октября 1779 — 30 июля 1861), подполковник
- Леди Элизабет Гарриет Онслоу (? — 18 июля 1824)

13 февраля 1783 года он женился вторым браком на Шарлотте Данкомб (? — 25 апреля 1819), дочери Уильяма Хейла и Элизабет Фарнеби, вдове Томаса Данкомба (1724—1779). У супругов была одна дочь:
- Леди Джорджиана Шарлотта Онслоу (? — 15 мая 1829).